# Stanhopea × quadricornis
Stanhopea × quadricornis là một loài thực vật có hoa trong họ Lan. Loài này được Lindl. miêu tả khoa học đầu tiên năm 1838.